# Ksawery Czengiery
Ksawery Osipowicz Czengiery (ros. Ченгеры Ксаверий Осипович, ur. 11 czerwca 1816, zm. 21 października 1880) – rosyjski generał porucznik, uczestnik walk w powstaniu styczniowym.

## Życiorys
Ksawery Czengiery wywodził się z  węgierskiej rodziny szlacheckiej z Siedmiogrodu. Był synem uchodźcy spod panowania Habsburgów, Józefa Csengery, który osiadł na Ukrainie zatrudniony jako plenipotent u księcia Sanguszki. Wykształcenie wojskowe odebrał w trakcie służby w Pułku Dworiańskim (Konstantynowska Szkoła Artylerii). Od 1837 oficer Szlisselburskiego Pułku Piechoty, a od 1839 adiutant jego dowódcy. 11 marca 1842, będąc w stopniu podpułkownika, otrzymał przydział do elitarnego Moskiewskiego Pułku Gwardii. Pod jego sztandarami brał udział w kampanii węgierskiej. Mianowany pułkownikiem, podczas wojny krymskiej pozostawał w składzie Fińskiego Pułku Gwardii stacjonującego w Petersburgu. 2 marca 1860 objął dowództwo nad Smoleńskim Pułkiem Piechoty.
Przed wybuchem powstania należał do rewolucyjnego koła oficerów. Podczas powstania styczniowego sprawował funkcję naczelnika wojennego powiatów: kieleckiego, opatowskiego i sandomierskiego. Dowodząc wojskami rosyjskimi dwukrotnie starł się z oddziałem Mariana Langiewicza – pod Nową Słupią i Grochowiskami. Doprowadzenie do internowania powstańczego dyktatora w Austrii przyniosło mu łaskę imperatora, stopień generała-majora i stanowisko zastępcy dowódcy 7 Dywizji Piechoty. Mimo awansu, w kręgach wojskowych krążyła pogłoska, jakoby Czengiery miał umożliwić Langiewiczowi przekroczenie granicy w zamian za łapówkę. Za zasługi w tłumieniu powstania świeżo upieczony generał został odznaczony Orderem św. Włodzimierza III Klasy z Mieczami.
W 1866 mianowany dowódcą 37 Dywizji Piechoty. 5 lat później otrzymuje kolejny awans do stopnia generała porucznika. Na krótko przed śmiercią delegowany przez cara do Rosyjskiego Komitetu Pomocy Rannym (poprzednika Międzynarodowego Komitetu Czerwonego Krzyża).

## Odznaczenia
- Cesarski i Królewski Order Orła Białego
- Order św. Włodzimierza II klasy
- Order św. Włodzimierza III klasy z Mieczami
- Order św. Anny I klasy
- Order św. Stanisława I klasy